# بطولة أوروبا لكرة الطائرة للسيدات 1981
بطولة أوروبا لكرة الطائرة للسيدات 1981 هو الموسم 12 من بطولة أمريكا الجنوبية لكرة الطائرة للرجال ‏. أقيم خلال الفترة 19 سبتمبر 1981 وحتى 27 سبتمبر 1981، وأشرف على تنظيمه الاتحاد الأوروبي للكرة الطائرة، وكان عدد الأندية المشاركة فيه 12، وفاز فيه منتخب بلغاريا لكرة الطائرة للسيدات.